# Lone Scherfig
Lone Wrede Scherfig (født 2. maj 1959 i Søborg ved København) er en dansk filminstruktør. 
Hun var i 2009 instruktør på filmen An Education, som i 2010 blev nomineret til en Oscar i kategorien årets bedste film. Filmen blev desuden nomineret i kategorierne bedste kvindelige hovedrolle og bedste manuskript.
Lone Scherfig er student fra Ingrid Jespersens Skole i 1976. Efter sin studentereksamen læste hun filmvidenskab på Sorbonne og blev uddannet filminstruktør fra Den Danske Filmskole i 1984 med afgangsfilmen Den Onde Cirkel. Hun har i en årrække lavet film og tv, men hendes gennembrud kom med dogmefilmen Italiensk for begyndere i år 2000 med blandt andet Anders W. Berthelsen, Peter Gantzler, Anette Støvelbæk og Ann Eleonora Jørgensen i rollerne. Filmen solgte 828.000 billetter og er en af de mest sete danske film i nyere dansk filmhistorie, og den vandt desuden Sølvbjørnen ved filmfestivalen i Berlin i 2001 samt en lang række andre internationale filmpriser.
Herudover har hun også instrueret filmene Kajs fødselsdag (1990) (debutfilm), børnefilmen Når mor kommer hjem (1998), den prisbelønnede Wilbur begår selvmord (2002) og Hjemve (2007). I de senere år har Lone Scherfig arbejdet i England, hvor hun har instrueret yderligere en række spillefilm.
På tv står hun blandt andet bag en række afsnit af Flemming & Berit, TAXA, Ved stillebækken, Krøniken og den amerikanske Astronauts Wives Club.

## Baggrund
Hun er datter af direktør Ole Scherfig og forstander Lise Scherfig, og er søster til teaterinstruktøren Vibeke Wrede og til direktør Christian Scherfig.

## Filmografi
Filmografi ifølge DFI:
- Thorvald og Linda, 1982, Volontør, Spillefilm
- Den onde cirkel, 1984, Instruktion, Kort fiktion
- Hesten i vesten, 1985, Instruktion, Kort fiktion
- A-Hasard-Kasasard, 1985, Scripter, Kort fiktion
- Flamberede hjerter, 1986, Instruktørassistent, Spillefilm
- Midnatsforestillingen, 1986, Instruktion, Kort fiktion
- Margrethes elsker, 1987, Manuskript og Instruktion, Tv-film
- En verden til forskel, 1989, Scripter, Spillefilm
- Kajs fødselsdag, 1990, Instruktion, Spillefilm
- Den gode lykke, 1993, Instruktion, Tv-film
- Sir John Soane's Museum, London, 1993, Instruktion, Dokumentarfilm
- Flemming og Berit, 1994, Instruktion, Tv-serie
- TAXA, 1997, Instruktion, Tv-serie
- Når mor kommer hjem..., 1998, Manuskript og Instruktion, Spillefilm
- Ved Stillebækken, 1999, Manuskript og Instruktion, Tv-serie
- Italiensk for begyndere, 2000, Manuskript og Instruktion, Spillefilm
- Wilbur begår selvmord, 2002, Manuskript og Instruktion, Spillefilm
- Krøniken, 2004, Instruktion, Tv-serie
- Jeg er bare den logerende, 2005, Manuskript og Instruktion, Kort fiktion
- Red Road, 2006, Karakterudvikler, Spillefilm
- Hjemve, 2007, Manuskript og Instruktion, Spillefilm
- An Education, 2009, Instruktion, Spillefilm
- Rounding up Donkeys, 2010, Karakterudvikler, Spillefilm
- Samme dag næste år, 2011, Instruktion, Spillefilm
- Alting, 2012, Manuskonsulent, Kort fiktion
- The Riot Club, 2014, Instruktion, Spillefilm
- Den alvorsfulde leg, 2016, Manuskript, Spillefilm
- Their Finest Hour, 2017, Instruktion, Spillefilm
- The Kindness of Strangers, 2019, instruktion, Spillefilm